# Torniamo insieme/Io te e l'amore
Torniamo insieme/Io te e l'amore  è un singolo discografico dell'attrice e cantante Daniela Goggi, pubblicato nel 1971.

## Descrizione
Nel 1971 Daniela Goggi, dopo aver recitato nello sceneggiato E le stelle stanno a guardare, e aver partecipato al programma televisivo Io vieto, tu vieti, egli vieta, pubblica il suo primo 45 giri con la CGD che porta il suo vero cognome, abbandonando quindi lo pseudonimo Modigliani con il quale aveva debuttato l'anno prima per l'etichetta Apollo.
Il singolo Torniamo insieme è una cover del brano Don't let it die di Hurricane Smith, adattata nel testo italiano da Daniele Pace.
Sul lato b figura invece il brano Io te e l'amore, firmato da Pace su musica di Giancarlo Bigazzi e Totò Savio.
Sulla copertina viene indicato erroneamente il brano del lato b come lato a.
Nessuno dei due brani fu mai inserito in alcun album o raccolta fino al 2009, quando apparvero per la prima volta su CD ne I grandi successi, disponibili anche sulle piattaforme digitali e di streaming.

## Tracce
Lato A
1. Torniamo insieme - (Daniele Pace-Hurricane Smith)

Lato B
1. Io te e l'amore - (Daniele Pace-Giancarlo Bigazzi-Totò Savio)